# Hamnskärs naturreservat
Hamnskärs naturreservat är ett naturreservat i Södertälje kommun i Stockholms län.
Området är naturskyddat sedan 2019 och är 203 hektar stort. Naturreservatet omfattar ön med samma namn i Mälaren norr om Enhörnalandet och består av skogsmark, våtmark och blandlövskog med många stora gamla skyddsvärda ekar och lindar.  